# N’Dakro

N’Dakro est une localité du nord-est de la Côte d'Ivoire et appartenant au département de Tanda, Région du Zanzan. La localité de N’Dakro est un chef-lieu de commune.